# Liste der Kulturdenkmale in Wünschendorf/Elster
Die Liste der Kulturdenkmale in Wünschendorf/Elster umfasst die als Ensembles und Kulturdenkmale erfassten Kulturdenkmale des thüringischen Ortsteils Wünschendorf/Elster der Stadt Berga-Wünschendorf, die vom Thüringischen Landesamt für Denkmalpflege und Archäologie als Bau- und Kunstdenkmale auf dem Gebiet der Stadt mit Stand von 2005 erfasst wurden.

## Kulturdenkmale nach Ortsteilen gem. § 2 Abs. 1 ThürDSchG

### Cronschwitz
| Bild                                    | Bezeichnung                                                                    | Lage                           | Datierung | Beschreibung                                                           | ID |
| --------------------------------------- | ------------------------------------------------------------------------------ | ------------------------------ | --------- | ---------------------------------------------------------------------- | -- |
| Direkt Bild zu diesem Denkmal hochladen | Ruine Klosterkirche                                                            | Cronschwitz ohne Nummer        |           | Ruine Klosterkirche St. Maria                                          |    |
| BW                                      | ehemaliges Dominikanerinnenkloster mit Ruine der ehem. Klosterkirche St. Maria | Cronschwitz 6,7,8,9,56 (Karte) |           | Gesamtanlage der ehemaligen Klosteranlage und Klosterruine Cronschwitz |    |
| Direkt Bild zu diesem Denkmal hochladen |                                                                                | Cronschwitz 2a/2b              |           | Stallgebäude                                                           |    |
| Direkt Bild zu diesem Denkmal hochladen |                                                                                | Cronschwitz 6                  |           | Gehöft                                                                 |    |
| Direkt Bild zu diesem Denkmal hochladen |                                                                                | Cronschwitz 7                  |           | Scheune                                                                |    |
| Fotos hochladen                         | ehemaliges Dominikanerinnenkloster St. Maria                                   | Cronschwitz 8 (Karte)          |           | Gehöft, Wohnhaus, mit Nebengebäuden und Toranlage, Bornhaus            |    |
| Direkt Bild zu diesem Denkmal hochladen |                                                                                | Cronschwitz 9                  |           | Wohnhaus                                                               |    |
| Direkt Bild zu diesem Denkmal hochladen |                                                                                | Cronschwitz 15                 |           | Pfarrgehöft, Wohnhaus, Stallgebäude, Scheune, Nebengebäude             |    |
| Direkt Bild zu diesem Denkmal hochladen |                                                                                | Cronschwitz 17                 |           | Wohnhaus mit Nebengebäuden und Toranlage                               |    |
| Direkt Bild zu diesem Denkmal hochladen | Försterei                                                                      | Cronschwitz 56                 |           | ehemaliger Klosterbereich                                              |    |

### Meilitz
| Bild                           | Bezeichnung                            | Lage                               | Datierung | Beschreibung              | ID |
| ------------------------------ | -------------------------------------- | ---------------------------------- | --------- | ------------------------- | -- |
| Fotos hochladen                |                                        | Meilitz 12 (Karte)                 |           | Dreiseithof mit Toranlage |    |
| weitere Bilder Fotos hochladen | Elstertalbahn, Viadukt über die Elster | im Verlauf der Bahnstrecke (Karte) | 1891      | Eisenbahnbrücke           |    |

### Mosen
| Bild                                    | Bezeichnung | Lage             | Datierung | Beschreibung                                   | ID |
| --------------------------------------- | ----------- | ---------------- | --------- | ---------------------------------------------- | -- |
| Direkt Bild zu diesem Denkmal hochladen |             | Mosen 7          |           | Wohnhaus                                       |    |
| Direkt Bild zu diesem Denkmal hochladen |             | Mosen 9          |           | Gehöft                                         |    |
| weitere Bilder Fotos hochladen          | Kirche      | Mosen 9a (Karte) |           | Kirche mit Ausstattung, Kirchhof und Toranlage |    |
| Direkt Bild zu diesem Denkmal hochladen |             | im Ort           |           | Friedhof und Grabkreuz                         |    |
| Direkt Bild zu diesem Denkmal hochladen |             | Mosen 16         |           | Wohnhaus/Umgebinde                             |    |

### Pösneck
| Bild                                    | Bezeichnung | Lage         | Datierung | Beschreibung | ID |
| --------------------------------------- | ----------- | ------------ | --------- | ------------ | -- |
| Direkt Bild zu diesem Denkmal hochladen | Dreiseithof | Poststraße 2 |           | Gehöft       |    |

### Untitz
| Bild | Bezeichnung                                    | Lage                          | Datierung | Beschreibung                                                                             | ID |
| ---- | ---------------------------------------------- | ----------------------------- | --------- | ---------------------------------------------------------------------------------------- | -- |
| BW   | Grabstätten Fam. Kühn und Scheffel/Hesselbarth | über die weiße Elster (Karte) |           | Kirche mit Ausstattung und Kirchhof mit Grabstätten, Leichenhaus und Einfriedung (Mauer) |    |

### Veitsberg mit Deschwitz und Mildenfurth
| Bild                                    | Bezeichnung | Lage                                                      | Datierung | Beschreibung                                                                             | ID |
| --------------------------------------- | --- | --------------------------------------------------------- | --------- | ---------------------------------------------------------------------------------------- | -- |
| weitere Bilder Fotos hochladen          | gedeckte Holzbrücke im Verlauf der Weidaer Straße                                                                | über die weiße Elster (Karte)                             |           | Holzbrücke                                                                               |    |
| weitere Bilder Fotos hochladen          | Gesamtanlage des ehemaligen Prämonstratenserklosters Mildenfurth (dann Schloss Mildenfurth) einschließlich Mühle | Am Kloster Mildenfurth 1 -8 mit Weidaer Straße 65 (Karte) |           | Sachgesamtheit Kloster Mildenfurth mit Kornhaus und Mühle                                |    |
| Direkt Bild zu diesem Denkmal hochladen | Kloster Mildenfurth                                                                                              | Weidaer Straße 65                                         |           | Baudenkmal Klosterruine Wünschendorf                                                     |    |
| weitere Bilder Fotos hochladen          | evangelische Veitskirche und Baudenkmal Wallanlage                                                               | Kirchplatz 2 (zuvor Kirchberg) (Karte)                    |           | Kirche mit Ausstattung und Kirchhof mit historischen Grabstätten und Einfriedung (Mauer) |    |
| Direkt Bild zu diesem Denkmal hochladen | Kloster Mildenfurth                                                                                              | Weidaer Straße 65                                         |           | Kornhaus                                                                                 |    |

### Wünschendorf/Elster
| Bild                                    | Bezeichnung     | Lage | Datierung | Beschreibung                                         | ID |
| --------------------------------------- | --------------- | --- | --------- | ---------------------------------------------------- | -- |
| weitere Bilder Fotos hochladen          | Bahnlinie       | mit Cronschwitz, Meilitz, Mosen, Pößneck, Teichwitz, Untitz, Veitsberg mit Mildenfurth, Zossen, Zschorta; Verbandsgemeinde Wünschendorf/Elster |           | Elstertalbahn; Werdauer Waldbahn                     |    |
| Direkt Bild zu diesem Denkmal hochladen |                 | Am Mühlgraben 3 |           | Hofanlage                                            |    |
| Fotos hochladen                         | Kammergut       | Poststraße 2 (Karte) |           | Wohnhaus mit ehem. Hofanlage                         |    |
| Direkt Bild zu diesem Denkmal hochladen | Eisenbahnbrücke | Nähe Untitzer Straße |           | Eisenbahnbrücke über die Weiße Elster                |    |
| Direkt Bild zu diesem Denkmal hochladen | Schulze-Mühle   | Weidaer Straße 3 |           | Mühlengehöft mit technischer Ausstattung, Mühlgraben |    |

### Zossen
| Bild                                    | Bezeichnung            | Lage     | Datierung | Beschreibung                                     | ID |
| --------------------------------------- | ---------------------- | -------- | --------- | ------------------------------------------------ | -- |
| Direkt Bild zu diesem Denkmal hochladen | Fachwerkhof, Toranlage | Zossen 9 |           | Gehöft, Dreiseithof mit Toranlage (1889 datiert) |    |

### Zschorta
| Bild                                    | Bezeichnung | Lage       | Datierung | Beschreibung | ID |
| --------------------------------------- | ----------- | ---------- | --------- | ------------ | -- |
| Direkt Bild zu diesem Denkmal hochladen | Dreiseithof | Zschorta 5 |           | Gehöft       |    |
| Direkt Bild zu diesem Denkmal hochladen | Vierseithof | Zschorta 9 |           | Gehöft       |    |

## Legende
- Bild: zeigt ein Bild des Kulturdenkmals und gegebenenfalls einen Link zu weiteren Fotos des Kulturdenkmals im Medienarchiv Wikimedia Commons
- Bezeichnung: Name, Bezeichnung oder die Art des Kulturdenkmals
- Lage: Wenn vorhanden Straßenname und Hausnummer des Kulturdenkmals; Grundsortierung der Liste erfolgt nach dieser Adresse. Der Link Karte führt zu verschiedenen Kartendarstellungen und nennt die Koordinaten des Kulturdenkmals.
 Kartenansicht, um Koordinaten zu setzen – in dieser Kartenansicht sind Kulturdenkmale ohne Koordinaten mit einem roten bzw. orangen Marker dargestellt und können in der Karte gesetzt werden. Kulturdenkmale ohne Bild sind mit einem blauen bzw. roten Marker gekennzeichnet, Kulturdenkmale mit Bild mit einem grünen bzw. orangen Marker.
- Datierung: gibt das Jahr der Fertigstellung beziehungsweise das Datum der Erstnennung oder den Zeitraum der Errichtung an
- Beschreibung: bauliche und geschichtliche Einzelheiten des Kulturdenkmals, vorzugsweise die Denkmaleigenschaften
- ID: Die ID identifiziert das Kulturdenkmal eindeutig. In Thüringen sind aktuell keine IDs veröffentlicht. In der ID-Spalte kann sich auch folgendes Icon  befinden, dies führt zu Angaben zu diesem Kulturdenkmal bei Wikidata.